# Порт-о-Пренс
Порт-о-Пре́нс (гаит. креол. Pòtoprens, фр. Port-au-Prince) — столица и главный внешнеторговый порт Гаити. 
По состоянию на 2009 год, население города составляло 897 859 человек, вместе с пригородной зоной — 2 296 386 человек. 
По определению Института статистики и информатики Гаити (IHSI), в пригородную зону Порт-о-Пренса входят следующие районы: Дельмас, Сите-Солей, Табарре, Карфур и Петионвилль.

## Этимология
В 1706 году в бухту на западе острова Гаити прибыл флагман французской эскадры корабль «Пренс», в честь которого бухта была названа Порт-о-Пренс — «порт корабля Пренс».

## История

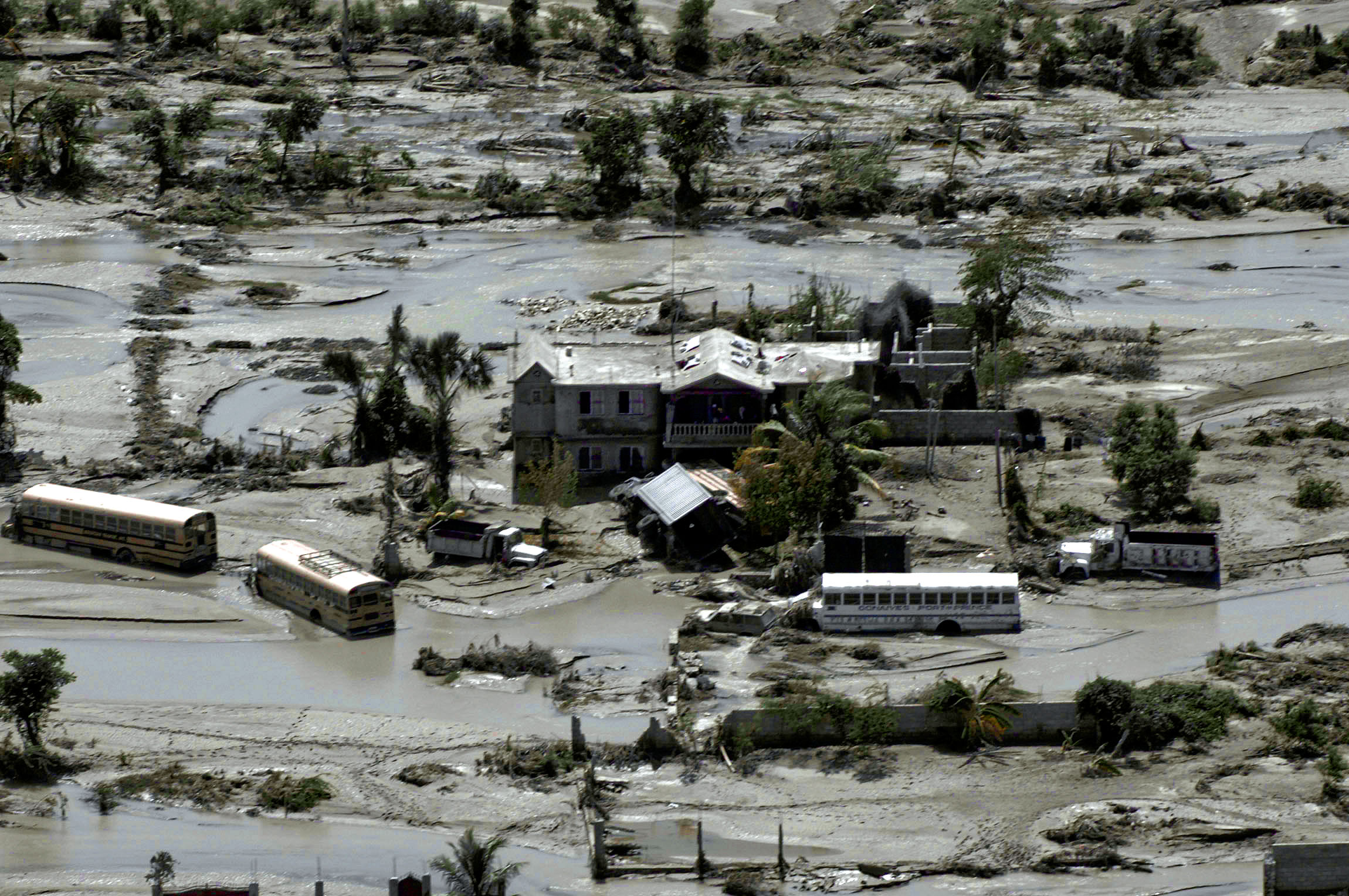
15 сентября 2008 года

Бухта, в которой располагается город, представляет собой естественную гавань, которая являлась экономическим центром ещё со времён цивилизации араваков. Современный город ведет своё начало от прибывших сюда европейцев. В 1706 году в бухту залива Гонаив прибыл французский корабль «Пренс» («Принц»). Командир корабля назвал бухту Порт-о-Пренс, что означало «порт корабля „Принц“». Город был основан французами в 1748 году в качестве порта. Местное индейское население было безжалостно истреблено колонизаторами, а затем сюда завезли африканских невольников для работы на золотых рудниках и плантациях. С 1770 года — центр французской колонии Сан-Доминго. С 1791 года Порт-о-Пренс — один из центров борьбы гаитян против французского колониального гнёта. 23 сентября 1793 года комиссар колоний Этьен Полверель назвал город Порт-Репюблик, «чтобы жители постоянно помнили об обязательствах, которые налагала на них Французская революция». Позже он был переименован в Порт-о-Пренс Жаком I, императором Гаити. В результате крупных восстаний негров французские войска были изгнаны со всего острова Гаити.
С 1804 года — столица независимого Гаити. В июле 1915 года — августе 1934 года был оккупирован войсками США, которые в годы Второй мировой войны сделали из Гаити сырьевую и военную базу. Затем, в 1957 году, к власти пришел Ф. Дювалье, диктатура которого, продолжавшаяся до 1986 года, отрицательно сказалась на развитии экономики. 1990-е годы были для столицы и страны в целом кризисными, так как напряжённая внутриполитическая обстановка препятствовала мирной жизни Гаити. В настоящее время порядок в столице поддерживается Гражданской полицейской миссией ООН.
Порт-о-Пренс сильно пострадал от землетрясения 12 января 2010 года, многие здания были повреждены или разрушены. По оценкам правительства Гаити, число погибших составляет 230 тыс. человек.

## Архитектура города
Порт-о-Пренс построен в форме амфитеатра на берегу одного из самых живописных и удобных для судоходства заливов. Центр столицы застроен нарядными белыми зданиями. Примечательны две площади: Шам-де-Марс («Марсово поле») — своеобразное сочетание парка и площади для парадов — и Площадь независимости, знаменитая своими роскошными газонами и клумбами. На площади находится дворец президента. В числе достопримечательностей города — собор Нотр-Дам.

## Туризм
До 1983 года туризм в Порт-о-Пренс был важной статьёй городского бюджета. Иностранцев привлекали церемонии вуду, а также возможность приобрести изготовляемые ремесленниками оригинальные сувениры (плетёные изделия из лозы и гравюры по дереву). Но в связи с распространением СПИДа поток туристов в гаитянскую столицу резко уменьшился.

## Природные условия
Порт-о-Пренс находится на берегу залива Гонав, на западе острова Гаити. Климат местности — тропический пассатный. В течение года температура незначительно колеблется в пределах от +25 до +28 °С. Сезонов дождей два: с апреля по июнь и с сентября по ноябрь. Среднегодовая норма осадков составляет около 1500 мм. Растительность в окрестностях города тропическая, однако довольно часто встречаются заросли кактусов и молочаев, устойчивых к засухе. Животный мир очень беден из-за почти полного истребления многих видов человеком.

## Население
В городе Порт-о-Пренс проживает 897 859 человек (2009), в агломерации — 2 296 386 человек (2009). В этническом отношении население столицы практически однородно: 90 % составляют негры, 9 % — мулаты. Также имеется незначительное количество (около 5 тыс. человек) жителей европейского происхождения.
Государственных языков два: французский и гаитянский креольский, сформировавшийся на основе французского с заимствованиями из испанского и английского языков.
Официальной религией считается католичество, однако на деле жители столицы исповедуют синкретический афрохристианский культ вуду, который легализован Конституцией 1987 года. В последние десятилетия XX века стало расти количество приверженцев протестантизма, так как проповедники из США развернули бурную деятельность, основав собственную радиостанцию.

## Образование
- Государственный университет Гаити

## Достопримечательности
- Национальный дворец — резиденция президента
- Собор Порт-о-Пренса
- Национальный музей Гаити
- Памятник неизвестному рабу